# Distrikt Blankenburg

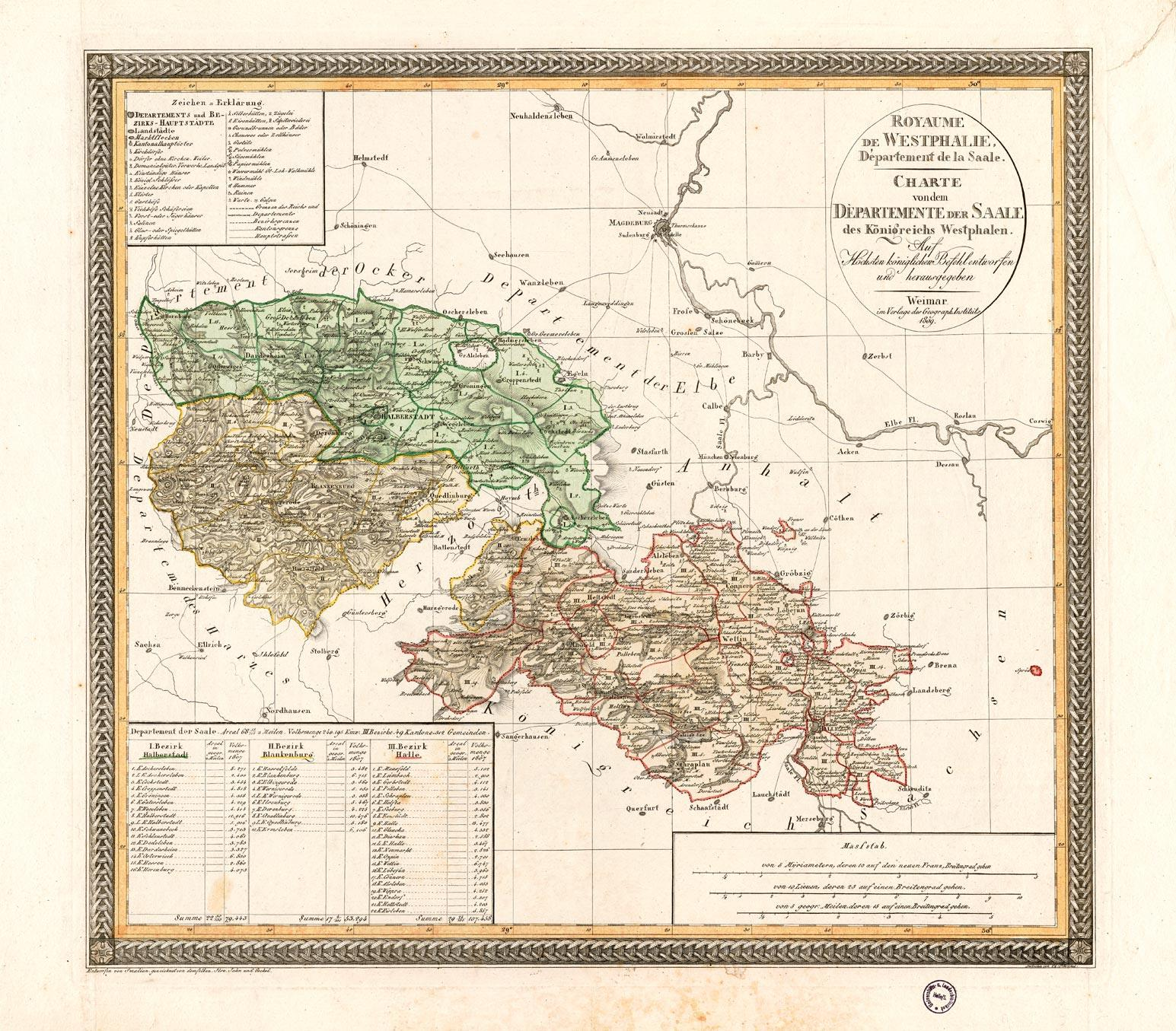
Distrikt Blankenburg im Harz (gelb)

Der Distrikt Blankenburg war eine Verwaltungseinheit im Departement der Saale im Königreich Westphalen. Er wurde durch das Königliche Dekret vom 24. Dezember 1807 gebildet und bestand bis 1813.

## Territorium
Der Distrikt bestand zum Großteil aus der ehemaligen braunschweigischen Grafschaft Blankenburg mit der Grafschaft Wernigerode und dem Stift Quedlinburg im Osten, der zuvor bereits preußisch war. Er grenzte südlich an den Distrikt Nordhausen und erstreckte sich auf den gesamten östlichen Oberharz. Im Osten grenzte der Distrikt an das kursächsische Mansfeld und die Anhaltinischen Fürstentümer, im Norden an den Distrikt Halberstadt.
Der Distrikt hatte 1807 53.294 Einwohner und eine Fläche von 17,4 mi². Im Jahr 1811 lebten dort 54.877 Menschen auf 22,72 Quadratmeilen. Davon waren 157 Menschen katholisch, 452 reformiert und 99 jüdischen Glaubens.

## Organisation
Dem Distrikt stand ein Unterpräfekt vor. Der Unterpräfekt des Distrikts Blankenburg hieß (von) Hohnstein hatte seinen Sitz in Blankenburg.
Den Distriktsrat zur Kontrolle der Steuerlisten bildeten die Herren  Kulemann und Eggeling, ein Freiherr von Hagen, Heckert und Hermes, die Herren Krage, Lohmeyer, Solbrig, Timpe, Walther und Wilhelmi.
Friedensgerichte befanden sich in Blankenburg, Elbingerode, Derenburg, Ermsleben, Ilsenburg, Hasselfelde und jeweils zwei in der Stadt Wernigerode und der Stadt der Quedlinburg.

## Kantonaleinteilung
Der Distrikt wurde am 24. Dezember 1807 in zehn Kantone mit 48 Gemeinden eingeteilt:
| Kanton (Hauptort)          | Kantonmaire                                                           | Einwohnerzahl | Fläche in mi² |
| -------------------------- | --------------------------------------------------------------------- | ------------- | ------------- |
| Blankenburg                | vakant (1809) Theodor Kruse (1810–1812) Friedrich Solbrig (1812–1814) | 6.961         | 2,82          |
| Derenburg                  | Michaelis                                                             | 3.927         | 1,54          |
| Elbingerode                | Christian Friedrich Wedemeyer                                         | 4.599         | 3,63          |
| Ermsleben                  | Ludwig Busso von der Asseburg (?)                                     | 4.685         | 2,17          |
| Hasselfelde                | Christian Gottfried Trumpf                                            | 3.452         | 2,57          |
| Ilsenburg                  | Schmidt                                                               | 5.670         | 2,1           |
| Quedlinburg-Land (Ditfurt) | Johann Heinrich Gottlieb Bollmann (?)                                 | 6.970         | 3,83          |
| Quedlinburg-Stadt          | Johann August Donndorff                                               | 10.452        | 0,34          |
| Wernigerode-Land           | Germar                                                                | 4.148         | 3,55          |
| Wernigerode-Stadt          | Johann Andreas Scheller                                               | 4.013         | 0,17          |